# Richer de Mons
Richer ou Richard, mort en 973, est comte de Hainaut et de Mons de 964 à 973.
À la mort de Godefroy, comte de Hainaut et vice-duc de Basse-Lotharingie, l'empereur Otton Ier lui donna la partie du comté de Hainaut autour de Mons et le titre de comte de Hainaut, tandis que le comté de Valenciennes était donné à Amaury. C'est un proche de l'empereur, car il figure dans plusieurs chartes de ce dernier entre 965 et 973. Il reçut également le Luihgau, ou comté de Liège.
En 973, après la mort de Richer, un comte "Richizo", apparaît dans une concession à propos de l'abbaye de Crespin. Bien que ce Richizo ait parfois été assimilé à Richer, Hlawitschka a soutenu en 1969 que le frère apparent susmentionné de Richer soit ce comte Richwin,.
Après la mort de Richer, il y a une bataille près de Mons où Régnier IV et Lambert Ier tentent de reprendre la ville. Elle est défendue par deux frères, le comte Garnier de Valenciennes et Renaud, tous deux sont tués. Hlawitschka pense qu'ils peuvent avoir été des frères de Richer, ou en tout cas des parents proches.
Il a été proposé, par exemple par Léon Vanderkindere, qu'il avait eu au moins un enfant, mentionné par Alpert de Metz comme le fils d'un « Richizo ».
Son fils Godizo von Aspel-Heimbach (mort en 1011–1015), est comte du Hamaland et de Liège.()
Cependant, il est soutenu par Hlawitschka que Richizo est un nom court pour Richwin, et que Richwin était un comte différent, probablement étroitement lié à Richer. Ce Richizo, que l'on croyait être Richwin, apparaît dans un registre du Hainaut en 973, après la mort de Richar.